# 12-Stunden-Rennen von Sebring 2022

Streckenlayout 2022

Das 70. 12-Stunden-Rennen von Sebring, auch 70th Mobil 1 Twelve Hours of Sebring Presented by Advance Auto Parts, fand am 19. und 20. März 2022 auf dem Sebring International Raceway statt und war der zweite Wertungslauf der IMSA WeatherTech SportsCar Championship dieses Jahres.

## Das Rennen
Nur einen Tag nach dem zur FIA-Langstrecken-Weltmeisterschaft zählenden 1000-Meilen-Rennen fand auf dem Sebring International Speedway ein weiterer Wertungslauf einer Meisterschaft statt. 21 Fahrer, die am Vortag gemeldet waren, gingen auch beim 12-Stunden-Rennen an den Start. Zu einem spät vereinbarten Renneinsatz kam der Schweizer Neel Jani. Jani ersetzte bei Chip Ganassi Racing Kevin Magnussen, dessen Fahrervertrag bei Ganassi nach seinem Engagement beim Haas F1 Team (Magnussen kam dort für den gekündigtem Nikita Dmitrijewitsch Masepin ins Team) in beiderseitigem Einvernehmen aufgelöst wurde. Jani rechtfertige seine Rennteilnahme mit dem Gesamtsieg, den er gemeinsam mit Earl Bamber und Alex Lynn im Cadillac DPi V.R einfuhr.

## Ergebnisse

### Schlussklassement
| Pos.        | Klasse  | Nr. | Team                                   | Fahrer                                                   | Fahrzeug                     | Runden |
| ----------- | ------- | --- | -------------------------------------- | -------------------------------------------------------- | ---------------------------- | ------ |
| 1           | DPi     | 02  | Cadillac Racing                        | Earl Bamber Neel Jani Alex Lynn                          | Cadillac DPi V.R             | 351    |
| 2           | DPi     | 5   | JDC-Miller MotorSports                 | Loïc Duval Tristan Vautier Richard Westbrook             | Cadillac DPi V.R             | 351    |
| 3           | DPi     | 31  | Whelen Engineering Racing              | Mike Conway Luís Felipe Derani Tristan Nunez             | Cadillac DPi V.R             | 351    |
| 4           | DPi     | 10  | Konica Minolta Acura                   | Filipe Albuquerque Will Stevens Ricky Taylor             | Acura ARX-05                 | 351    |
| 5           | DPi     | 60  | Meyer Shank Racing with Curb-Agajanian | Tom Blomqvist Oliver Jarvis Stoffel Vandoorne            | Acura ARX-05                 | 351    |
| 6           | DPi     | 48  | Ally Cadillac Racing                   | Kamui Kobayashi José María López Mike Rockenfeller       | Cadillac DPi-V.R             | 346    |
| 7           | LMP2    | 52  | PR1 Mathiasen Motorsports              | Scott Huffaker Mikkel Jensen Ben Keating                 | Oreca 07                     | 345    |
| 8           | LMP2    | 29  | Racing Team Nederland                  | Frits van Eerd Giedo van der Garde Dylan Murry           | Oreca 07                     | 344    |
| 9           | LMP2    | 18  | Era Motorsport                         | Ryan Dalziel Dwight Merriman Kyle Tilley                 | Oreca 07                     | 344    |
| 10          | LMP2    | 11  | PR1 Mathiasen Motorsports              | Jonathan Bomarito Josh Pierson Steven Thomas             | Oreca 07                     | 343    |
| 11          | LMP2    | 22  | United Autosports                      | James McGuire Guy Smith Duncan Tappy                     | Oreca 07                     | 342    |
| 12          | LMP2    | 20  | High Class Racing                      | Dennis Andersen Anders Fjordbach Fabio Scherer           | Oreca 07                     | 340    |
| 13          | LMP3    | 33  | Sean Creech Motorsport                 | João Barbosa Malthe Jakobsen Lance Willsey               | Ligier JS P320               | 331    |
| 14          | LMP3    | 30  | Jr III Racing                          | Ari Balogh Dakota Dickerson Garett Grist                 | Ligier JS P320               | 331    |
| 15          | LMP3    | 38  | Performance Tech Motorsports           | Dan Goldburg Rasmus Lindh Cameron Shields                | Ligier JS P320               | 323    |
| 16          | GTD-Pro | 3   | Corvette Racing                        | Nicky Catsburg Antonio García Jordan Taylor              | Chevrolet Corvette C8.R GTD  | 323    |
| 17          | GTD-Pro | 63  | TR3 Racing                             | Mirko Bortolotti Andrea Caldarelli Marco Mapelli         | Lamborghini Huracán GT3 Evo  | 323    |
| 18          | GTD-Pro | 97  | WeatherTech Racing                     | Maro Engel Jules Gounon Cooper MacNeil                   | Mercedes-AMG GT3 Evo         | 322    |
| 19          | GTD-Pro | 24  | BMW Team RLL                           | Philipp Eng Marco Wittmann Nick Yelloly                  | BMW M4 GT3                   | 322    |
| 20          | GTD-Pro | 9   | Pfaff Motorsports                      | Matt Campbell Mathieu Jaminet Felipe Nasr                | Porsche 911 GT3 R            | 322    |
| 21          | GTD-Pro | 79  | WeatherTech Racing                     | Julien Andlauer Cooper MacNeil Alessio Picariello        | Porsche 911 GT3 R            | 322    |
| 22          | GTD     | 47  | Cetilar Racing                         | Antonio Fuoco Roberto Lacorte Giorgio Sernagiotto        | Ferrari 488 GT3 Evo 2020     | 321    |
| 23          | GTD     | 32  | Gilbert Korthoff Motorsports           | Daniel Juncadella Stevan McAleer Mike Skeen              | Mercedes-AMG GT3 Evo         | 321    |
| 24          | GTD     | 21  | AF Corse                               | Luís Pérez Companc Simon Mann Toni Vilander              | Ferrari 488 GT3 Evo 2020     | 321    |
| 25          | GTD     | 96  | Turner Motorsport                      | Bill Auberlen Michael Dinan Robby Foley                  | BMW M4 GT3                   | 321    |
| 26          | GTD-Pro | 93  | WTR Racers Edge Motorsports            | Ashton Harrison-Henry Kyle Marcelli Tom Long             | Acura NSX GT3 Evo22          | 320    |
| 27          | GTD     | 70  | Inception Racing                       | Brendan Iribe Ollie Millroy Jordan Pepper                | McLaren 720S GT3             | 320    |
| 28          | GTD     | 44  | Magnus Racing                          | Andy Lally John Potter Spencer Pumpelly                  | Aston Martin Vantage AMR GT3 | 319    |
| 29          | LMP3    | 13  | AWA                                    | Orey Fidani Lars Kern Kuno Wittmer                       | Duqueine M30 - D08           | 319    |
| 30          | GTD-Pro | 62  | Risi Competizione                      | Eddie Cheever III Davide Rigon Daniel Serra              | Ferrari 488 GT3 Evo 2020     | 318    |
| 31          | GTD     | 12  | Vasser Sullivan Racing                 | Scott Andrews Richard Heistand Frankie Montecalvo        | Lexus RC F GT3               | 318    |
| 32          | GTD     | 99  | Team Hardpoint                         | Rob Ferriol Katherine Legge Stefan Wilson                | Porsche 911 GT3 R            | 318    |
| 33          | LMP3    | 54  | CORE Autosport                         | Jon Bennett Colin Braun George Kurtz                     | Ligier JS P320               | 308    |
| 34          | DPi     | 01  | Cadillac Racing                        | Sébastien Bourdais Ryan Hunter-Reay Renger van der Zande | Cadillac DPi-V.R             | 307    |
| 35          | GTD     | 28  | Alegra Motorsports                     | Maximilian Götz Daniel Morad Michael de Quesada          | Mercedes-AMG GT3 Evo         | 306    |
| 36          | GTD     | 16  | Wright Motorsports                     | Ryan Hardwick Jan Heylen Zacharie Robichon               | Porsche 911 GT3 R            | 305    |
| 37          | GTD     | 66  | Gradient Racing                        | Till Bechtolsheimer Mario Farnbacher Kyffin Simpson      | Acura NSX GT3 Evo22          | 305    |
| 38          | GTD     | 57  | Winward Racing                         | Marvin Dienst Philip Ellis Russell Ward                  | Mercedes-AMG GT3 Evo         | 287    |
| 39          | GTD     | 39  | CarBahn with Peregrine Racing          | Corey Lewis Robert Megennis Jeff Westphal                | Lamborghini Huracán GT3 Evo  | 287    |
| 40          | LMP3    | 40  | FastMD Racing                          | Todd Archer Max Hanratty James Vance                     | Duqueine M30 - D08           | 262    |
| 41          | GTD     | 27  | Heart of Racing Team                   | Roman De Angelis Tom Gamble Ian James                    | Aston Martin Vantage AMR GT3 | 256    |
| 42          | GTD     | 1   | Paul Miller Racing                     | Erik Johansson Bryan Sellers Madison Snow                | BMW M4 GT3                   | 256    |
| 43          | GTD-Pro | 25  | BMW Team RLL                           | Connor De Phillippi John Edwards Augusto Farfus          | BMW M4 GT3                   | 246    |
| Ausgefallen |         |     |                                        |                                                          |                              |        |
| 44          | GTD-Pro | 14  | Vasser Sullivan Racing                 | Ben Barnicoat Jack Hawksworth Aaron Telitz               | Lexus RC F GT3               | 320    |
| 45          | GTD     | 59  | Crucial Motorsports                    | Patrick Gallagher Paul Holton Jon Miller                 | McLaren 720S GT3             | 276    |
| 46          | LMP3    | 74  | Riley Motorsports                      | Kay van Berlo Felipe Fraga Gar Robinson                  | Ligier JS P320               | 232    |
| 47          | GTD-Pro | 23  | Heart of Racing Team                   | Ross Gunn Maxime Martin Alex Riberas                     | Aston Martin Vantage AMR GT3 | 230    |
| 48          | LMP2    | 23  | Tower Motorsport                       | Rui Andrade Louis Delétraz John Farano                   | Oreca 07                     | 220    |
| 49          | LMP3    | 7   | Forty7 Motorsports                     | Matt Bell Mark Kvamme Anthony Mantella                   | Duqueine M30 - D08           | 204    |
| 50          | LMP3    | 6   | Mühlner Motorsports America            | Harry Gottsacker Alec Udell Ugo de Wilde                 | Duqueine M30 - D08           | 128    |
| 51          | GTD     | 42  | NTE Sport SSR                          | Jaden Conwright Mateo Llarena Don Yount                  | Lamborghini Huracán GT3 Evo  | 105    |
| 52          | GTD     | 42  | DragonSpeed USA                        | Henrik Hedman Juan Pablo Montoya Sebastián Montoya       | Oreca 07                     | 83     |
| 53          | LMP3    | 36  | Andretti Autosport                     | Jarett Andretti Josh Burdon Gabby Chaves                 | Logier JS P320               | 1      |

### Nur in der Meldeliste
Zu diesem Rennen sind keine weiteren Meldungen bekannt.

### Klassensieger
| Klasse  | Fahrer         | Fahrer          | Fahrer              | Fahrzeug                    | Platzierung im Gesamtklassement |
| ------- | -------------- | --------------- | ------------------- | --------------------------- | ------------------------------- |
| DPi     | Earl Bamber    | Neel Jani       | Alex Lynn           | Cadillac DPi V.R            | Gesamtsieg                      |
| LMP2    | Scott Huffaker | Mikkel Jensen   | Ben Keating         | Oreca 07                    | Rang 7                          |
| LMP3    | João Barbosa   | Malthe Jakobsen | Lance Willsey       | Ligier JS P320              | Rang 13                         |
| GTD-Pro | Nicky Catsburg | Antonio García  | Jordan Taylor       | Chevrolet Corvette C8.R GTD | Rang 16                         |
| GTD     | Antonio Fuoco  | Roberto Lacorte | Giorgio Sernagiotto | Ferrari 488 GT3 Evo 2020    | Rang 22                         |

### Renndaten
- Gemeldet: 53
- Gestartet: 53
- Gewertet: 43
- Rennklassen: 5
- Zuschauer: unbekannt
- Wetter am Renntag: trocken und warm
- Streckenlänge: 6,019 km
- Fahrzeit des Siegerteams: 12:01:46.148 Stunden
- Gesamtrunden des Siegerteams: 351
- Gesamtdistanz des Siegerteams: 2112,669 km
- Siegerschnitt: 201,170 km/h
- Pole Position: Sébastien Bourdais – Cadillac DPi V.R (#01) – 1:45,166 = 201,040 km/h
- Schnellste Rennrunde: Mike Conway – Cadillac Dpi V.R (#31) – 1:47,018 = 202,430 km/h
- Rennserie: 2. Lauf zur IMSA WeatherTech SportsCar Championship 2022